# Плеоморфизам
Плеоморфизам је медицински термин који се користи у хистологији и цитопатологији да опише варијабилност у величини, облику и бојењу ћелија и/или њихових језгара. Неколико кључних детерминанти величине ћелије и језгре, попут плоидности и регулације ћелијског метаболизма, обично је поремећено код рака (тумора). Због тога је ћелијски и нуклеарни плеоморфизам једно од најранијих обележја прогресије канцера и карактеристика злочудних неоплазми и дисплазију. Одређени типови доброћудних (бенигних) ћелија такође могу да испоље плеоморфизам (нпр. неуроендокрине ћелије).

## Опште информације
Упркос преваленцији плеоморфизма у људској патологији, његова улога у прогресији болести је нејасна. У епителном ткиву, плеоморфизам у величини ћелије може изазвати дефекте паковања и дисперговати аберантне ћелије. Међутим последица које плеоморфизам изазива у облику атипичне ћелије и нуклеарне морфологије у другим ткивима су непознате.
Редак тип рабдомиосаркома који се налази код одраслих познат је као плеоморфни рабдомиосарком.